# Зайченя заблукало
«Зайченя заблукало» (рос. Зайчишка заблудился) — радянський анімаційний фільм 1973 року Творчого об'єднання художньої мультиплікації студії Київнаукфільм, режисер — Володимир Гончаров.

## Сюжет
Зайчик жив у своєму будиночку на чудовій галявині. Одного разу він вирішив пограти з метеликами і бджілками, бігаючи за ними по смарагдовій траві і білосніжним квітам. Але ті відлітали все далі, ведучи за собою і малюка. Як раптом він усвідомив, що опинився далеко від рідного будиночка, а оточують його високі дерева і він зовсім не знає, куди йому йти.

## Над фільмом працювали
- Автор сценарію: Володимир Капустян;
- Постановка: Володимир Гончаров;
- Художники-постановники: Володимир Гончаров, Радна Сахалтуєв;
- Композитор: В. Крутиков;
- Оператор: Анатолій Гаврилов;
- Звукооператор: Лев Рязанцев;
- Редактор: Світлана Куценко;
- Художники-мультиплікатори: Олександр Вікен, Ніна Чурилова, Сергій Дьожкін, Володимир Гончаров;
- Асистенти: Олена Дьомкіна, О. Деряжна, А. Ібадулаєв;
- Директор картини: Іван Мазепа.

### Ролі озвучили:
- Володимир Коршун — їжак,
- Ліна Будник — зайченя,
- Людмила Ігнатенко — більчата, жабенята,

- Людмила Козуб — вовк.